# Stethaspis simmondsi
Stethaspis simmondsi är en skalbaggsart som beskrevs av Thomas Broun 1912. Stethaspis simmondsi ingår i släktet Stethaspis och familjen Melolonthidae. Inga underarter finns listade i Catalogue of Life.